# 中国驻斯洛伐克大使馆
中华人民共和国驻斯洛伐克共和国大使馆，简称中国驻斯洛伐克大使馆，是中华人民共和国驻斯洛伐克的外交代表机构。

## 机构沿革
1987年3月7日，中华人民共和国政府和捷克斯洛伐克政府就捷在上海重开总领事馆、中在布拉迪斯拉发设立总领事馆达成协议，中国驻布拉迪斯拉发总领事馆领区为西斯洛伐克州、中斯洛伐克州和东斯洛伐克州。1992年10月7日，中国驻布拉迪斯拉发总领事馆正式开馆。1993年1月1日，捷克斯洛伐克解体，驻布拉迪斯拉发总领事馆升格为驻斯洛伐克大使馆。

## 机构设置
中国驻斯洛伐克大使馆设置下列机构：
- 传达室
- 办公室（领事部）
- 礼宾
- 政治处
- 武官处
- 经商处